# Springview
Springview ist der County Seat des Keya Paha County im US-Bundesstaat Nebraska.

## Lage
Springview liegt im Norden Nebraskas, rund 20 Kilometer südlich der Grenze zu South Dakota, an der Kreuzung des U.S. Highway 183 mit der Nebraska State Route 12. Etwa 20 Kilometer südlich verläuft der Niobrara River.

## Geschichte
Springview, das nach einer Quelle im Ortsgebiet benannt wurde, entstand kurz nachdem am 4. November 1884 beschlossen wurde, dass die Teile des Brown County, die nördlich des Niobrara River lagen, zu einem neuen County – dem Keya Paha County – gehören sollten. Am 24. März 1885 wurde der Ort wegen seiner zentralen Lage zum County Seat gewählt. Im Juli desselben Jahres erhielt der Ort eine Postfiliale und ein Gerichtsgebäude wurde 1886 fertiggestellt. Die heutige Wochenzeitung Springview Herald hat seine Wurzeln in der 1885 gegründeten Keya Paha Press. Da eine Anbindung an das Eisenbahnnetz beträchtlichen Einfluss auf die Entwicklung der Orte hatte, entstanden 1909 Pläne, die Ortschaften Valentine, Springview, Jamison und Naper miteinander zu verbinden, doch umgesetzt wurden sie nicht. Die Fremont, Elkhorn & Missouri Valley Railroad baute ihr Netz etwa 30 Kilometer südlich des Ortes aus.
Das ehemalige Schulhaus der 1913 gegründeten und 1964 in einem neuen Gebäude eingerichteten High School beherbergt das Keya Paha County Historical Museum. 1914 wurde das aus Holz errichtete Gerichtshaus durch einen Neubau ersetzt, der diese Funktion bis ins 21. Jahrhundert behalten hat.

### Demografie
Laut dem United States Census 2000 hat Springview 244 Einwohner, davon 132 Frauen und 112 Männer.